# Eirías
Eirías ist eine von fünf Parroquias der Gemeinde Illano in der autonomen Region Asturien im Norden Spaniens.
Die 66 Einwohner (2011) leben im Tal des Rio Villar. Die Gemeindehauptstadt Illano ist 14 km entfernt.
Der Haupterwerbszweig der Gegend ist die Land- und Viehwirtschaft, in den kleinen Gasthäusern finden sich nur vereinzelt naturliebende Wanderer ein. Im benachbarten Ponticiella sind Steinzeitliche Funde und Dolmen zu sehen.
Eirías liegt am Camino a Oviedo des Jakobswegs, diese Route wird auch Camino de los Moros oder Klassischer Umweg nach Oviedo genannt.

## Sehenswertes
- Kapelle
- Kirche Nuestra Señora del Rebollín

## Zugehörige Ortsteile und Weiler
- Cernías – 2 Einwohner 2011 43° 17′ 58″ N, 6° 49′ 39″ W
- Estela – 2 Einwohner 2011 43° 17′ 42″ N, 6° 47′ 51″ W
- Eirías – 17 Einwohner 2011 43° 18′ 53″ N, 6° 48′ 20″ W
- Navedo – 1 Einwohner 2011 43° 19′ 25″ N, 6° 46′ 44″ W
- Rudivoca – 4 Einwohner 2011 43° 18′ 26″ N, 6° 47′ 33″ W
- Sarzol – 37 Einwohner 2011
- Tamagordas – unbewohnt 2011 43° 17′ 28″ N, 6° 49′ 30″ W
- Rudivillar – 3 Einwohner 2011